# Ophiogramma coenobiata
Ophiogramma coenobiata är en fjärilsart som beskrevs av Felder 1875. Ophiogramma coenobiata ingår i släktet Ophiogramma och familjen mätare. Inga underarter finns listade i Catalogue of Life.